# Otto Nahrhaft
Otto Alois Michael Nahrhaft (* 16. Juli 1880 in Wien; † 7. Februar 1956 in Baden) war Präsident des Landesgerichts für Strafsachen Wien.

## Leben
Nach seinem Studium war Nahrhaft Richter und Staatsanwalt, unter anderem war er als erster Staatsanwalt beim Straflandesgericht I tätig. Danach war er  Kreisgerichtspräsident in Krems. Nach dem Anschluss Österreichs wurde er mit gekürzten Bezügen pensioniert. 
Nach der Zeit des Nationalsozialismus kehrte er in den richterlichen Dienst zurück und wurde 1945 mit der Leitung des Straflandesgerichtes und Volksgerichtes in Wien betraut. 1946 wurde er Präsident des Landesgerichts für Strafsachen Wien, unter seinem Vorsitz ergingen auch mehrere Todesurteile.
Ende 1950 endete Nahrhafts Laufbahn aus Altersgründen, er war aber weiterhin als Verteidiger tätig.